# Леонар дю Бюс де Гізіні
Леонар П'єр Жозеф дю Бюс де Гізіні (нід. Leonard Pierre Joseph du Bus de Gisignies; 28 лютого 1780 — 31 травня 1849) — солдат і політик в Об'єднаному королівстві Нідерландів, тридцять дев'ятий генерал-губернатор Голландської Ост-Індії. Він народився як Леонар П'єр Жозеф дю Бус, але 14 червня 1822 року, де Гізіні було додане до його імені. 20 вересня 1816 року він був зведений в голландське дворянство і 22 травня 1819 року він став віконтом.

## Особисте життя
Він був двічі одружений (його перша дружина, Марі-Катрін-де-Дюрвердер, померла 23 червня 1836; він вступив у повторний шлюб з Марією-Антуанеттою ван дер Грахт де Фретін 20 листопада 1839). У нього була 1 дочка і 5 синів від першого шлюбу:
- Клементина-Катрін-Франсуа (Брюгге 7 серпня 1803 — Кортрейк, 18 жовтня 1817),
- Лицар Густав-Бернар-Йосип (Брюгге 5 травня 1807 — Брюссель 23 вересня 1831 р.),
- Бернар-Еме-Леонар (Сен-Жосс-тен-Ноде 21 червня 1808 — Брюссель 6 липня 1874),
- Віконт Альберик (Турне, 30 травня 1810 — Брюссель 26 липня 1874),
- Барон Кретьєн-Анрі-Оноре-Леонар (Кортрейк 17 вересня 1819 — Брюссель, 9 червня 1835),
- Віконт Константин-Леонар-Анн-Франсуа-Марі-Жозеф (Брюссель, 11 жовтня 1823 — Сен-Жосс-тен-Ноде, 16 листопада 1850).

## Кар'єра
Він, ймовірно, почав вивчати право в Дуе, але не закінчив свою освіту, оскільки університети закрили на деякий час протягом Французької революції. Він служив у французькій армії з 1802 до 1815 року.
21 вересня 1815 року, в Сполученому Королівстві Нідерландів, він став членом Палати представників Генеральних штатів Нідерландів в провінції Західна Фландрія і став її президентом у ході зустрічі року 1818–1819. Після цього у нього було кілька адміністративних повноважень, в першу чергу, як губернатора провінції Антверпен (3 квітня 1820 — березень 1823 р.) і з 25 березня 1823 до 9 травня 1828 рр. в провінції Zuid-Brabant (E: Південний-Брабант).
З 4 лютого 1826 до 16 січня 1830 року він був генерал-губернатором Голландської Ост-Індії (голландська: Commissaris-Generaal) за що він отримав річну заробітну плату у розмірі 200 000 гульденів, з умовою, що він також не покине пост губернатора Південного Брабанту. 9 травня 1828 року він був призначений державним міністром, але після Бельгійської революції, 18 жовтня 1830 року, був відсторонений від цієї посади. 6 жовтня 1830 року, він купив Замок Ренес в Остмалі у графа Вацлава Клемента-де-Ренес Брайдбаха і відновив його у стилі ампір.
Він був посвячений в лицарі (24 листопада 1816) і в командири (20 липня 1823 р.) та був відзначений орденом голландського лева, і орденом хреста (6 липня 1830), а також прийняв звання офіцера ордена Леопольда.